# Leuchtkraftfunktion planetarischer Nebel
Die Leuchtkraftfunktion planetarischer Nebel (kurz PNLF, von englisch Planetary Nebula Luminosity Function) ist eine Methode der Astronomie zur Entfernungsbestimmung von Galaxien. Sie beruht auf einer universellen Leuchtkraftverteilung planetarischer Nebel im Bereich der verbotenen Emissionslinie [OIII]. Mit Hilfe der PNLF können mit heutiger Technik  Entfernungen bis zu 25 Megaparsec mit einer Genauigkeit von 10 Prozent bestimmt werden.
Die meisten Sterne mit einer Ursprungsmasse von einer bis acht Sonnenmassen durchlaufen, bevor sie sich in einen Weißen Zwerg entwickeln, eine Phase als planetarischer Nebel. Während dieser Zeit kann der Nebel die UV-Strahlung des Post-AGB-Sterns sehr effektiv in optische Strahlung umsetzen. Dabei werden bis zu 15 Prozent der UV-Strahlung in der [OIII]-Emissionslinie mit einer Wellenlänge von 5007 Ångström abgestrahlt.
Zur Bestimmung der Leuchtkraftfunktion von planetarischen Nebeln einer Galaxie wird die Galaxie mit einem schmalbandigen Filter um 5007 Ångström aufgenommen, anschließend wird das Kontinuum der Galaxie mit einem breitbandigen Filter aufgenommen. Alle Quellen, die im schmalbandigen Filter nachgewiesen werden können und im Kontinuum unterhalb der Nachweisgrenze liegen, sind Kandidaten für planetarische Nebel. Bei den Kandidaten kann es sich auch noch um H-II-Gebiete, Supernovaüberreste oder im Hintergrund liegende Lyman-Alpha-Galaxien handeln. Diese Objekte können jedoch ausgeschlossen werden, da sie auch starke Emitter im Bereich anderer Linien sind. Als letzter Schritt muss noch die Extinktion innerhalb der Milchstraße und der Galaxie herausgerechnet werden.
Die Verteilung der Helligkeiten der planetarischen Nebel sowie ihre maximale Helligkeit hängt nicht ab vom Galaxientyp, der Metallizität oder dem Alter der Sterne, sondern ist universell. Die Unabhängigkeit von der Metallizität entsteht dadurch, dass bei einem geringeren Sauerstoffgehalt die Elektronentemperatur des Plasmas sich mangels Kühlung erhöht, was zu einer erhöhten Kollisionsrate der Ionen führt und die geringere Dichte im Nebel annähernd kompensiert. Die Physik hinter der Altersunabhängigkeit der PNLF ist dagegen nicht verstanden, da ältere Sterne Weiße Zwerge mit einer geringeren Masse und geringeren UV-Leuchtkraft erzeugen.
Innerhalb einer Entfernung von 25 Megaparsec erreicht die PNLF eine Genauigkeit von 10 Prozent. Wird nur die maximale Helligkeit planetarischer Nebel betrachtet, kann die Methode auch bis zu Entfernungen von 80 bis 100 Megaparsec ausgedehnt werden, wobei sich der Fehler aber mehr als verdoppelt. Gegenüber der Surface-Brightness-Fluctuation-Methode liefert die Planetary Nebula Luminosity Function systematisch eine um zehn Prozent größere Distanz.